# Eleição municipal de Cachoeirinha (Rio Grande do Sul) em 2012
A eleição municipal de Cachoeirinha em 2012 foi realizada para eleger um prefeito, um vice-prefeito e 17 vereadores no município de Cachoeirinha, no estado brasileiro do Rio Grande do Sul. Foram eleitos ) e para os cargos de prefeito(a) e vice-prefeito(a), respectivamente. Seguindo a Constituição, os candidatos são eleitos para um mandato de quatro anos a se iniciar em 1º de janeiro de 2013. A decisão para os cargos da administração municipal, segundo o Tribunal Superior Eleitoral, contou com 95 814 eleitores aptos e 13 513 abstenções, de forma que 14.10% do eleitorado não compareceu às urnas naquele turno.

## Resultados
Resultados da eleição de prefeitos de cachoeirinha em 2012
| Candidato(a)           | Vice           | Coligação                                                                                | Votos recebidos | Percentual |
| ---------------------- | -------------- | ---------------------------------------------------------------------------------------- | --------------- | ---------- |
| Vicent Pires (PSB)     | Gilso Nunes    | GOVERNO PARA TODOS PRB/ PP/PDT/ PTB/PMDB/ PSC/PR/PRTB/ PMN/PSB/ PV/ PSDB/PSD/PCdoB/PTdoB | 49412           | 71.87%     |
| Volnei Borba (PT)      | Dr.vidal       | Partido dos Trabalhadores (Sem coligação)                                                | 12613           | 18.35%     |
| Ana Fogaça (PSOL)      | Mirian Pacheco | Partido Socialismo e Liberdade (Sem coligação)                                           | 4540            | 6.60%      |
| João Silva(dedão)(PPS) | Julio Lima     | CACHOEIRINHA DE CARA NOVA PSL / PPS / DEM / PSDC                                         | 1748            | 2.54%      |
| James Dayan (PRP)      | Leco           | Partido Republicano Progressista (1989) (Sem coligação)                                  | 438             | 0.64%      |

Resultados da eleição para vereador de cachoeirinha em 2012
| Nome               | Partido político                                    | Votos recebidos | Percentual |
| ------------------ | --------------------------------------------------- | --------------- | ---------- |
| DEOCLECIO MELLO    | Partido dos Movimento Democratico Brasileiro (PMDB) | 2.678           | 3,61%      |
| ANTONIO TEIXEIRA   | Partido Socialista Brasileiro (PSB)                 | 2.094           | 2,82%      |
| NELSON MARTINI     | Partido Trabalhista Brasileiro (PTB)                | 1.877           | 2,53%      |
| JOÃO TARDETI       | Partido Socialista Brasileiro (PSB)                 | 1.789           | 2,41%      |
| MAURICIO MEDEIROS( | Partido do Movimento Democrático Brasileiro (PMDB)  | 1.668           | 2,25%      |
| MARCO BARBOSA      | Partido Socialista Brasileiro (PSB)                 | 1.656           | 2,23%      |
| RUBENS OTAVIO      | Partido Trabalhista Brasileiro (PTB)                | 1.643           | 2,22%      |
| JOAQUIM FORTUNATO  | Partido Socialista Brasileiro (PSB)                 | 1.607           | 2,17%      |
| JACK               | Partido Socialista Brasileiro (PSB)                 | 1.586           | 2,14%      |
| EDISON CORDEIRO    | Partido Republicano Brasileiro (PTB)                | 1.538           | 2,07%      |
| GELSON BRAGA       | Partido Trabalhista Brasileiro (PTB)                | 1.402           | 1,89%      |
| BRINALDO           | Partido do Movimento Democrático Brasileiro (PMDB)  | 1.398           | 1,89%      |
| JUSSARA CAÇAPAVA   | Partido Socialista Brasileiro (PSB)                 | 1.352           | 1,82%      |
| LUIS HENRIQUE TINO | Partido do Movimento Democrático Brasileiro (PMDB)  | 1.325           | 1,79%      |
| XAVIER             | Partido Verde (PV)                                  | 1.296           | 1,75%      |
| ROSANE LIPERT      | Partido dos Trabalhadores(PT)                       | 938             | 1,26%      |
| IRANI TEIXEIRA     | Partido Comunista do Brasil (PCdoB)                 | 699             | 0,94%      |

1. ↑  «Apuração das Eleições 2012 em Cachoeirinha | Rio Grande do Sul | G1». g1.globo.com. Consultado em 11 de fevereiro de 2025